# 前扁臀龍屬
前扁臀龍屬（學名：Proplanicoxa）是禽龍類恐龍的一屬，生存於白堊紀早期（巴列姆階）的英格蘭，約1億2600萬年前。
在1916年，雷金納德·胡利（Reginald Hooley）在威特島發現一個禽龍類的部分身體骨骼，該地屬於威塞克斯組（Wessex Formation）上層。正模標本（編號BMNH R 8649）是目前的唯一化石，包含：13節背椎、一個薦骨與腸骨、部分恥骨與坐骨。在1976年，彼得·加爾東（Peter Galton）將這個標本編入於威特島龍。在2010年，肯尼思·卡彭特（Kenneth Carpenter）等人將這個標本建立為新屬，模式種是高氏前扁臀龍（P. galtoni）。屬名意為「之前的扁臀龍」，因為腸骨的髖臼後突朝前方，相當類似扁臀龍；種名則是以彼得·加爾東為名。在2011年，其他研究提出前扁臀龍可能是曼特爾龍的異名。